# Amadeus Brno
Amadeus Brno je hudební soutěž určená pro mladé klavíristy do věku zhruba 15 let, rozdělených do několika věkových kategorií. Soutěž se koná každoročně v Brně v Besedním domě, pořádá ji spolek Parnas a Základní umělecká škola Brno, Veveří.
Soutěž je pojmenována po skladateli Wolfgangu Amadeu Mozartovi, jehož dílo a hudební odkaz jsou pro ni hlavní inspirací. Mozart vystoupil v Brně v Redutě 30. prosince 1767 ve věku 11 let, což dříve byla horní věková hranice účasti. Nultý ročník soutěže uspořádaly brněnské základní umělecké školy (ZUŠ) v ulici Veveří a Františka Jílka ve Vídeňské ulici roku 1992. Každoročně se soutěž koná od roku 1994, od roku 1996 je mezinárodní.
V roce 2017 zvítězila v nejmladší kategorii do šesti let Klára Gibišová, která zahrála Mozartovy Vídeňské sonatiny. Zároveň získala Cenu primátora města Brna za nejlepší interpretaci skladby Wolfganga Amadea Mozarta a také Zvláštní cenu poroty za nejlepší výkon v kategoriích I–III.